# Falconinae
Falconinae Leach, 1820 è una sottofamiglia di uccelli rapaci della famiglia Falconidae.

## Tassonomia
Comprende i seguenti generi e specie:
- Genere Polihierax
  - Polihierax semitorquatus (Smith, A, 1836) - falco pigmeo africano
  - Polihierax insignis Walden, 1872 -  falco pigmeo orientale

- Genere Microhierax
  - Microhierax caerulescens (Linnaeus, 1758) - falchetto dal collare
  - Microhierax fringillarius (Drapiez, 1824) - falchetto coscenere
  - Microhierax latifrons Sharpe, 1879 - falchetto frontebianca
  - Microhierax erythrogenys (Vigors, 1831) - falchetto delle Filippine
  - Microhierax melanoleucos (Blyth, 1843) - falchetto bianconero

- Genere Falco
  - Falco naumanni Fleischer, JG, 1818 - grillaio
  - Falco tinnunculus Linnaeus, 1758 - gheppio comune
  - Falco rupicolus Daudin, 1800 - falco sudafricano
  - Falco newtoni (Gurney, 1863) - gheppio del Madagascar
  - Falco punctatus Temminck, 1821 - gheppio di Mauritius
  - Falco duboisi † Cowles, 1994 - gheppio di Réunion
  - Falco araeus (Oberholser, 1917) - gheppio delle Seychelles
  - Falco moluccensis (Bonaparte, 1850) - gheppio macchiato
  - Falco cenchroides Vigors & Horsfield, 1827 - gheppio australiano
  - Falco sparverius Linnaeus, 1758 - gheppio americano
  - Falco rupicoloides Smith, A, 1829 - gheppio maggiore
  - Falco alopex (Heuglin, 1861) - gheppio volpino
  - Falco ardosiaceus Vieillot, 1823 - gheppio grigio
  - Falco dickinsoni Sclater, PL, 1864 - gheppio di Dickinson
  - Falco zoniventris Peters, W, 1854 - gheppio fasciato
  - Falco chicquera Daudin, 1800 - falco collorosso
  - Falco vespertinus Linnaeus, 1766 - falco cuculo
  - Falco amurensis Radde, 1863 - falco dell'Amur
  - Falco eleonorae Géné, 1839 - falco della regina
  - Falco concolor Temminck, 1825 - falco fuligginoso
  - Falco femoralis Temminck, 1822 - falco aplomado
  - Falco columbarius Linnaeus, 1758 - smeriglio
  - Falco rufigularis Daudin, 1800 - falco dei pipistrelli
  - Falco deiroleucus Temminck, 1825 - falco pettoarancio
  - Falco subbuteo Linnaeus, 1758 - lodolaio eurasiatico
  - Falco cuvierii Smith, A, 1830 - lodolaio africano
  - Falco severus Horsfield, 1821 - lodolaio orientale
  - Falco longipennis Swainson, 1838 - lodolaio australiano
  - Falco novaeseelandiae Gmelin, JF, 1788 - falco di Nuova Zelanda
  - Falco berigora Vigors & Horsfield, 1827 - Falco bruno
  - Falco hypoleucos Gould, 1841 - falco grigio
  - Falco subniger Gray, GR, 1843 - falco nero
  - Falco biarmicus Temminck, 1825 - lanario
  - Falco jugger Gray, JE, 1834 - falco laggar
  - Falco cherrug Gray, JE, 1834 - falco sacro
  - Falco rusticolus Linnaeus, 1758 - girfalco
  - Falco mexicanus Schlegel, 1850 - falco delle praterie
  - Falco peregrinus Tunstall, 1771 - falco pellegrino comune
  - Falco pelegrinoides Temminck, 1829 - falco di Barberia
  - Falco fasciinucha Reichenow & Neumann, 1895 - falco delle Taita